# Vitalius sorocabae
Vitalius sorocabae is een spinnensoort in de taxonomische indeling van de vogelspinnen (Theraphosidae).
Het dier behoort tot het geslacht Vitalius. De wetenschappelijke naam van de soort werd voor het eerst geldig gepubliceerd in 1923 door Cândido Firmino de Mello-Leitão.